# فيرى تيسدال
فيرى تيسدال (بالإنجليزية: Verree Teasdale)‏ هي ممثلة أمريكية، ولدت في 15 مارس 1903 في الولايات المتحدة، وتوفيت بنفس المكان في 17 فبراير 1987.

## أعمال

### أفلام
- (1935) حلم ليلة صيف

## وصلات خارجية
- فيرى تيسدال على موقع IMDb (الإنجليزية)
- فيرى تيسدال على موقع ألو سيني (الفرنسية)
- فيرى تيسدال على موقع ميوزك برينز (الإنجليزية)
- فيرى تيسدال على موقع تيرنر كلاسيك موفيز (الإنجليزية)
- فيرى تيسدال على موقع أول موفي (الإنجليزية)
- فيرى تيسدال على موقع قاعدة بيانات برودواي على الإنترنت (الإنجليزية)
- فيرى تيسدال على موقع قاعدة بيانات الأفلام السويدية (السويدية)
- فيرى تيسدال على موقع إن إن دي بي (الإنجليزية)
- فيرى تيسدال على موقع قاعدة بيانات الفيلم (الإنجليزية)
- فيرى تيسدال على موقع كينوبويسك (الروسية)